# صبحی برکات
صبحی بیک برکات الخالدی (زاده ۱۸۸۹ – درگذشته ۱۹۳۹) چهارمین حاکم سوریه بعد از سقوط سوریه عثمانی، با عنوان رئیس حکومت فدرال سوریه و بعدها به عنوان رئیس کشور دولت سوریه است.